# Процес 39-ти 1941
Процес 39-ти 1941 — судовий процес, який відбувся в м. Дрогобич 12—13 травня 1941 над 39-ма українськими націоналістами за приналежність до Організації українських націоналістів. 
Під час слідства заарештовані зазнавали жахливих тортур. Судило в'язнів виїзне засідання Київського військового трибуналу. Підсудним було висунуто звинувачення в приналежності до ОУН і співпраці з Німеччиною. У результаті закритого процесу 22 особи засуджено до смерті, 8 осіб — до 10-ти років ув'язнення, 4 — до 5-ти років ув'язнення, 5 осіб — на довічне заслання до Казахстану. За свідченням учасника процесу Осипа Косика, серед засуджених до смерті були: Микола Веселовський, Іван Вовк, Тадей Гавзнер, Іван Гриб, Микола Данилків, Орест Дато, Коховський, Василь Лабич, Іван Лабич, Іван Липутянський, Орест Мартинович, Михайло Пигичко, Микола Свястин, Михайло Сов'як, Чехівський, Дмитро Ярема. Поміж засудженими до 10-ти років були: Іван Гирбяк, Петро Мудрий, Володимир Прокопів, Микола Пуней, Степан Спикякевич. Засуджені до 5-ти років тюрми — Дмитро Веселовський, Степан Лабич, Андрій Сірко, Антін Шемердяк. На заслання до Казахстану серед інших були засуджені: Василь Блендай, Осип Косик, Ілько Лабич, Іван Паулюх.